# Regensburger Kurzfilmwoche
Die Internationale Kurzfilmwoche Regensburg ist ein Nonprofit-Kurzfilmfestival und findet in jährlichem Rhythmus Mitte März statt.
Seit ihrer ersten Austragung im Jahr 1994 konnte sie sich mittlerweile zu einem der wichtigsten Kurzfilmfestivals Deutschlands und zu einem Treffpunkt der europäischen Kurzfilm-Szene etablieren.
Veranstaltet wird sie vom Arbeitskreis Film Regensburg e. V. Die Leitungspositionen haben derzeit Amrei Keul und Gabriel Fieger inne.
In vier Kinos sehen innerhalb einer Woche mehr als 7.000 Besucher sowohl die neuesten Produktionen aus der Region, Deutschland und dem Ausland in verschiedenen Wettbewerben als auch – in einer Vielzahl von Sonderprogrammen – Filmreihen mit länder- und thematischen Schwerpunkten, Werkschauen von Regisseuren und Filmhochschulen, Kinder- und Schülerprogramme oder Präsentationen anderer Kurzfilmfestivals. Seit 2010 gilt die Regensburger Kurzfilmwoche als Referenzfestival, d. h. deutsche Regisseure, deren Film im Wettbewerbsprogramm läuft bekommen Förderpunkte bei der Filmförderungsanstalt angerechnet.
Die Veranstaltungsreihe wurde 2021 mit dem Kulturförderpreis der Stadt Regensburg ausgezeichnet.